# Masaharu Nishi
Masaharu Nishi (西 政治 Nishi Masaharu?, nacido el  de 19 en Fukuoka) es un exfutbolista japonés. Jugaba de defensa y su último club fue el Ventforet Kofu de Japón.

## Trayectoria

### Clubes
| Club           | País  | Año         |
| -------------- | ----- | ----------- |
| Avispa Fukuoka | Japón | 1996 - 1998 |
| Ventforet Kofu | Japón | 2003        |